# غنام النجدي
غنام بن محمد بن غنام النجدي الحنبلي (توفي عام 1237 هـ)كان فقيهًا حنبليًا وعالمًا في الفرائض. وُلد في نجد ونشأ في مدينة الزبير بالعراق، ثم انتقل إلى دمشق حيث استقر حتى وفاته.

## سيرته
بدأ غنام بن محمد تعليمه في الزبير، ثم رحل إلى البصرة حيث درس على يد علماء الحنابلة، ومن ثم سافر إلى بغداد لطلب العلم. انتقل لاحقًا إلى دمشق حيث لازم علماءها وتصدر للتدريس والتأليف.

## أعماله العلمية
له حواشي وتعليقات على كتب الفقه الحنبلي، ومن أبرزها تعليقاته على "شرح المنتهى"، والتي تُعد من أهم الحواشي في المذهب. تتلمذ على يديه العديد من العلماء، ومنهم حسن بن عمر الشطي، وسعيد السفاريني، وعبد الجبار بن علي البصري، وابنه عبد الرحمن بن غنام النجدي.

## وفاته
توفي الشيخ غنام بن محمد بن غنام في 8 ذو القعدة 1237 هـ في دمشق، ودُفن في مقبرة مرج الدحداح.